# 德赛集团
德赛集团是中国的一个以电子制造为主的企业集团，成立于1983年，现总部位于广东省惠州市惠城区，2009年及2010年中国五百强企业，二年的名次分別為420名和485名。
德赛集团旗下拥有全资、控股、合资企业近30家，其中有1家上市公司（德赛电池，深交所：000049）和8家高新技术企业，产业涉及汽车电子、新能源电池、移动通讯、数字视听、LED光电、集成电路设计等领域。